# Mistrzostwa Europy w Lekkoatletyce 1934 – pchnięcie kulą mężczyzn

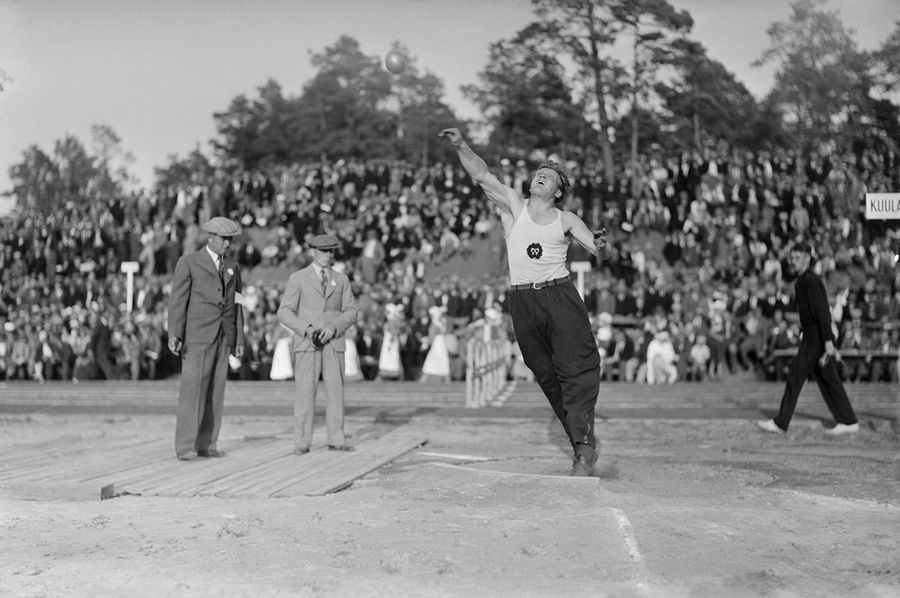
Risto Kuntsi (1935)

Konkurs pchnięcia kulą mężczyzn był jedną z konkurencji rozgrywanych podczas I Mistrzostw Europy w Turynie. Zawody zostały rozegrane w niedziele 9 września 1934 roku na Stadionie im. Benito Mussoliniego w Turynie. Zwycięzcą tej konkurencji został estoński zawodnik Arnold Viiding. W rywalizacji wzięło udział trzynastu zawodników z dziesięciu reprezentacji.

## Wyniki
| Miejsce | Zawodnik             | Najdłuższy skok |
| ------- | -------------------- | --------------- |
| 1       | Arnold Viiding       | 15,19 m         |
| 2       | Risto Kuntsi         | 15,19 m         |
| 3       | František Douda      | 15,18 m         |
| 4       | Samuel Norrby        | 15,10 m         |
| 5       | Valfrid Rahmqvist    | 15,01 m         |
| 6       | József Darányi       | 14,86 m         |
| 7       | Zygmunt Heljasz      | 14,78 m         |
| 8       | Hans Woellke         | 14,67 m         |
| 9       | Clément Duhour       | 14,07 m         |
| 10      | Jules Noël           | 14,00 m         |
| 11      | Aad de Bruyn         | 13,88 m         |
| 12      | Aleksandar Kovačević | 13,88 m         |
| 13      | Lauro Bonincini      | 13,33 m         |